# Chiesa di Sant'Antonino (Genova, Staglieno)
La chiesa di Sant'Antonino a Casamavari (nota più semplicemente come chiesa di Sant'Antonino) è un luogo di culto cattolico italiano, situato a Genova, nel quartiere di Staglieno, in salita Sant'Antonino. Fa parte dell'arcidiocesi di Genova. Già sede parrocchiale, il titolo è stato spostato presso la chiesa del Santissimo Sacramento facente parte del vicariato di Marassi - Staglieno.

## Storia

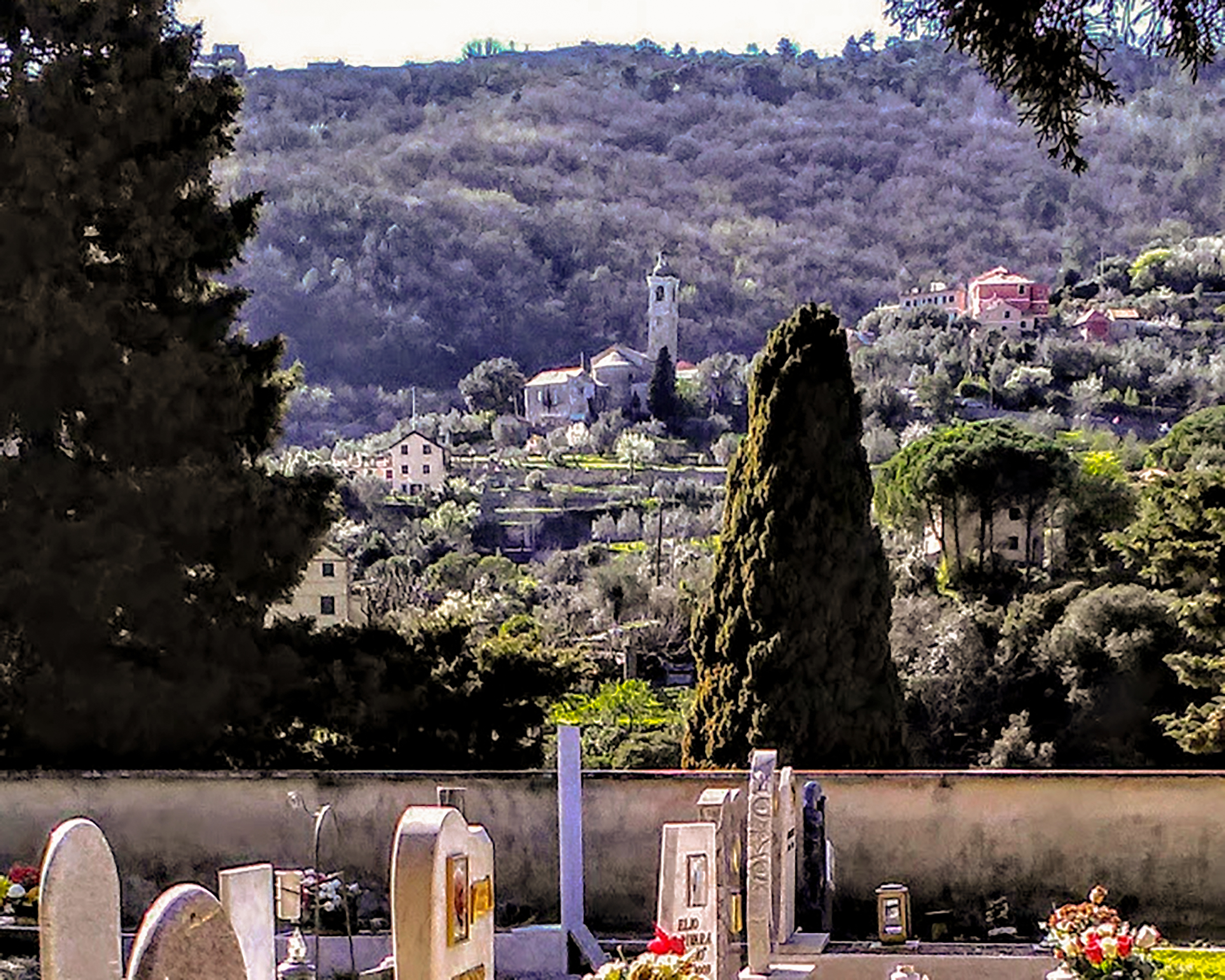
Il complesso architettonico visto dal Cimitero Monumentale di Staglieno

La chiesa di Sant'Antonino è citata per la prima volta in un documento del 1131. Nel 1235, all'interno di un atto notarile, risulta citata come sede di un rettore.
Fra il 1538 e il 1650 la parrocchia fu affidata ai Monaci basiliani, sino a che, in seguito al decreto di soppressione dei piccoli conventi emanato dal papa Innocenzo X, fu assegnata definitivamente al clero secolare. La chiesa fu ristrutturata e ampliata nel XVII secolo. Nel 1726 si verificò il crollo del tetto, ricostruito dai parrocchiani nel giro di un anno.
Altri lavori di ristrutturazione furono eseguiti tra il 1848 e il 1869, quando la chiesa si arricchì anche di nuovi arredi provenienti da chiese genovesi soppresse.
Nel 1917 il titolo parrocchiale fu trasferito alla nuova chiesa del Santissimo Sacramento.

## Descrizione
Dell'originale stile romanico risalente al XII secolo, dopo i diversi rimaneggiamenti, resta il campanile a pianta quadrata, realizzato in blocchi di pietra, e alzato di otto metri nel XVIII secolo, con la distruzione degli originari finestroni e delle relative colonnine in marmo.
La struttura, in muratura in pietra e laterizi, con più recenti elementi orizzontali in cemento armato, ha una singola navata con abside semicircolare e due cappellette. L'edificio presenta una facciata a capanna, col campanile contiguo sul lato sinistro e finitura intonacata. Il portone è ornato con una buca semicircolare.
La copertura del tetto è a doppia falda inclinata con elementi in ardesia.
La pavimentazione è in tipiche lastre in stile genovese: a forma quadrata, in marmo bicolore bianco e grigio, sono ordinate con motivo a scacchiera.